# Coeficiente de torrencialidade
O coeficiente de torrencialidade permite saber se uma bacia hidrográfica tem tendência para a ocorrência de inundações ou não através da multiplicação da densidade hidrográfica pela densidade de drenagem (Ct = Dh.Dd).
A probabilidade da ocorrência de inundações é tanto mais elevada quanto maior for o valor, tendo grande importância em pequenas bacias porque o tempo de torrencialidade é mais reduzido.